# Liste der belletristischen Buchtitel auf der Spiegel-Bestsellerliste 2022
Die Liste der belletristischen Buchtitel auf der Spiegel-Bestsellerliste 2022 enthält alle 134 literarischen Werke, welche sich im Kalenderjahr als Hardcover Ausgaben auf der wöchentlich erscheinen, 20 Positionen umfassenden Bestsellerliste platziert hatten.
Mit 51 Wochen konnte sich das Buch Stay away vom Gretchen von Susanne Abel das ganze Jahr auf der Liste platzieren, Bonnie Garmus Roman über das Leben einer (fiktiven) Wissenschaftlerin in den 1960er Jahren war 37 Wochen auf der Liste notiert, während es Der Buchspazierer von Christian Henn nochmals 34 Wochen in diesem Jahr in die Charts schaffte.
Mit 10 Buchtiteln konnte die dtv Verlagsgesellschaft die meisten Bücher auf der Liste platzieren. 9 Buchtitel steuerte der Heyne Verlag bei, während Diogenes, Rowohlt und Ullstein mit jeweils 7 Titeln vertreten sind.
| Autor                             | Titel                                                                                     | Anzahl Nr. 1 Platzierungen |
| --------------------------------- | ----------------------------------------------------------------------------------------- | -------------------------- |
| Susanne Abel                      | Stay away from Gretchen                                                                   |                            |
| Susanne Abel                      | Was ich nie gesagt habe                                                                   |                            |
| Andrea Abreu                      | So forsch, so furchtlos                                                                   |                            |
| Jussi Adler-Olsen                 | Natrium Chlorid                                                                           |                            |
| Cecelia Ahern                     | Alle Farben meines Lebens                                                                 |                            |
| Cecelia Ahern                     | Sommersprossen – Nur zusammen ergeben wir Sinn                                            |                            |
| Isabel Allende                    | Violeta                                                                                   |                            |
| Fatma Aydemir                     | Dschinns                                                                                  |                            |
| Thommie Bayer                     | Sieben Tage Sommer                                                                        |                            |
| Micky Beisenherz Sebastian Fitzek | Schreib oder stirb                                                                        | 3                          |
| Anna Benning                      | Dark Sigils – Was die Magie verlangt                                                      |                            |
| Sibylle Berg                      | RCE                                                                                       |                            |
| Renate Bergmann                   | Dann lassen wir eben die Heizdecke weg!                                                   |                            |
| Olivie Blake                      | The Atlas Six                                                                             |                            |
| Kirsten Boie                      | Heul doch nicht, du lebst ja noch                                                         |                            |
| Alexandra Bracken                 | Lore – Die Spiele haben begonnen                                                          |                            |
| Andrea Camilleri                  | Das Ende des Fadens                                                                       |                            |
| Alex Capus                        | Susanna                                                                                   |                            |
| Emmanuel Carrère                  | Yoga                                                                                      |                            |
| Lee Child                         | Die Hyänen                                                                                |                            |
| Lætitia Colombani                 | Das Mädchen mit dem Drachen                                                               |                            |
| Kim de l’Horizon                  | Blutbuch                                                                                  |                            |
| Daniela Dröscher                  | Lügen über meine Mutter                                                                   |                            |
| Karsten Dusse                     | Achtsam morden im Hier und Jetzt                                                          |                            |
| Karen Duve                        | Sisi                                                                                      |                            |
| Lisa Eckhart                      | Boum                                                                                      |                            |
| Annie Ernaux                      | Das andere Mädchen                                                                        |                            |
| Andreas Eschbach                  | Freiheitsgeld                                                                             |                            |
| Horst Evers                       | Bumm!                                                                                     |                            |
| Joy Fielding                      | Die Haushälterin                                                                          |                            |
| Sasha Filipenko                   | Die Jagd                                                                                  |                            |
| Sebastian Fitzek                  | Mimik                                                                                     | 8                          |
| Sebastian Fitzek                  | Playlist                                                                                  |                            |
| Romy Fölck                        | Die Rückkehr der Kraniche                                                                 |                            |
| Romy Fölck                        | Nebelopfer                                                                                |                            |
| Ken Follett                       | Never                                                                                     |                            |
| Jonathan Franzen                  | Crossroads                                                                                |                            |
| Lucy Fricke                       | Die Diplomatin                                                                            |                            |
| Susanne Fröhlich                  | Heimvorteil                                                                               |                            |
| Diana Gabaldon                    | Outlander – Das Schwärmen von tausend Bienen                                              |                            |
| Rebecca Gablé                     | Drachenbanner                                                                             |                            |
| Robert Galbraith                  | Das tiefschwarze Herz                                                                     |                            |
| Bonnie Garmus                     | Eine Frage der Chemie                                                                     | 9                          |
| Elizabeth George                  | Was im Verborgenen ruht                                                                   | 1                          |
| Tess Gerritsen                    | Mutterherz                                                                                |                            |
| Anne Gesthuysen                   | Wir sind schließlich wer                                                                  |                            |
| Kerstin Gier                      | Vergissmeinnicht – Was man bei Licht nicht sehen kann                                     |                            |
| Dmitry Glukhovsky                 | Geschichten aus der Heimat                                                                |                            |
| Chloe Gong                        | Welch grausame Gnade                                                                      |                            |
| John Grisham                      | Der Verdächtige                                                                           |                            |
| John Grisham                      | Die Heimkehr                                                                              |                            |
| Abdulrazak Gurnah                 | Das verlorene Paradies                                                                    |                            |
| Wolf Haas                         | Müll                                                                                      | 2                          |
| Axel Hacke                        | Ein Haus für viele Sommer                                                                 |                            |
| Matt Haig                         | Die Mitternachtsbibliothek                                                                |                            |
| Dörte Hansen                      | Zur See                                                                                   | 2                          |
| Nino Haratischwili                | Das mangelnde Licht                                                                       |                            |
| Ali Hazelwood                     | Die theoretische Unwahrscheinlichkeit der Liebe                                           |                            |
| Monika Helfer                     | Löwenherz                                                                                 |                            |
| Miranda Cowley Heller             | Der Papierpalast                                                                          |                            |
| Carsten Henn                      | Der Buchspazierer                                                                         |                            |
| Carsten Henn                      | Der Geschichtenbäcker                                                                     |                            |
| Alexa Hennig von Lange            | Die karierten Mädchen                                                                     |                            |
| Christina Henry                   | Die Chroniken von Rotkäppchen – Allein im tiefen, tiefen Wald                             |                            |
| Christina Henry                   | Die Legende von Sleepy Hollow – Im Bann des kopflosen Reiters                             |                            |
| Werner Herzog                     | Jeder für sich und Gott gegen alle                                                        |                            |
| Michael Hjorth Hans Rosenfeldt    | Die Früchte die man erntet                                                                |                            |
| Colleen Hoover                    | It starts with us – Nur noch einmal und für immer                                         | 1                          |
| Michel Houellebecq                | Vernichten                                                                                | 4                          |
| Christian Huber                   | Man vergisst nicht, wie man schwimmt                                                      |                            |
| Tommy Jaud                        | Komm zu nix – Nix erledigt und trotzdem fertig                                            |                            |
| Jonas Jonasson                    | Drei fast geniale Freunde auf dem Weg zum Ende der Welt                                   |                            |
| Wladimir Kaminer                  | Wie sage ich es meiner Mutter                                                             |                            |
| Mona Kasten                       | Fragile Heart                                                                             |                            |
| Mona Kasten                       | Lonely Heart                                                                              |                            |
| Stephen King                      | Fairy Tale                                                                                |                            |
| Stephen King Richard Chizmar      | Gwendys letzte Aufgabe                                                                    |                            |
| Karl Ove Knausgård                | Der Morgenstern                                                                           |                            |
| Michael Kobr Volker Klüpfel       | Affenhitze                                                                                | 4                          |
| Michael Kobr Volker Klüpfel       | Die Unverbesserlichen – Der große Coup des Monsieur Lipaire                               |                            |
| Martin Kordić                     | Jahre mit Martha                                                                          |                            |
| Carmen Korn                       | Zwischen heute und morgen                                                                 |                            |
| Jay Kristoff                      | Das Reich der Vampire                                                                     |                            |
| Ildikó von Kürthy                 | Morgen kann kommen                                                                        |                            |
| Volker Kutscher                   | Transatlantik                                                                             |                            |
| Hervé Le Tellier                  | Die Anomalie                                                                              |                            |
| Mariana Leky                      | Kummer aller Art                                                                          |                            |
| Maxim Leo                         | Der Held vom Bahnhof Friedrichstraße                                                      |                            |
| Donna Leon                        | Milde Gaben                                                                               | 1                          |
| Kira Licht                        | Ich bin dein Schicksal                                                                    |                            |
| Charlotte Link                    | Einsame Nacht                                                                             | 2                          |
| Jürgen von der Lippe              | Sex ist wie Mehl                                                                          |                            |
| Édouard Louis                     | Anleitung ein anderer zu werden                                                           |                            |
| Sarah J. Maas                     | Crescent City – Wenn ein Stern erstrahlt                                                  | 1                          |
| Sarah J. Maas                     | House of Sky and Breath                                                                   |                            |
| Bella Mackie                      | How to kill your family                                                                   |                            |
| Susanne Matthiessen               | Diese eine Liebe wird nie zu Ende gehen                                                   |                            |
| Ian McEwan                        | Lektionen                                                                                 |                            |
| Robert Menasse                    | Die Erweiterung                                                                           |                            |
| Jo Nesbø                          | Blutmond                                                                                  |                            |
| Nele Neuhaus                      | In ewiger Freundschaft                                                                    | 2                          |
| Ingrid Noll                       | Tea Time                                                                                  |                            |
| Orhan Pamuk                       | Die Nächte der Pest                                                                       |                            |
| Ursula Poznanski                  | Shelter                                                                                   |                            |
| Melanie Raabe                     | Die Kunst des Verschwindens                                                               |                            |
| Cay Rademacher                    | Die Passage nach Maskat                                                                   |                            |
| Yasmina Reza                      | Serge                                                                                     | 2                          |
| Lucinda Riley                     | Die Toten von Fleat House                                                                 | 1                          |
| Ronja von Rönne                   | Ende in Sicht                                                                             |                            |
| Dirk Roßmann Ralf Hoppe           | Der Zorn des Oktopus                                                                      |                            |
| Ralf Rothmann                     | Die Nacht unterm Schnee                                                                   |                            |
| Ellen Sandberg                    | Das Unrecht                                                                               |                            |
| Andrea Sawatzki                   | Brunnenstraße                                                                             |                            |
| Ferdinand von Schirach            | Nachmittage                                                                               | 3                          |
| Bernhard Schlink                  | Die Enkelin                                                                               |                            |
| Steffen Schroeder                 | Planck oder Als das Licht seine Leichtigkeit verlor                                       |                            |
| Helga Schubert                    | Vom Aufstehen                                                                             |                            |
| Edgar Selge                       | Hast du uns endlich gefunden                                                              |                            |
| Karin Slaughter                   | Die Vergessene                                                                            |                            |
| Nicholas Sparks                   | Im Traum bin ich bei dir                                                                  |                            |
| Antje Rávik Strubel               | Blaue Frau                                                                                |                            |
| Heinz Strunk                      | Ein Sommer in Niendorf                                                                    | 1                          |
| Martin Suter                      | Einer von euch                                                                            | 1                          |
| Uwe Tellkamp                      | Der Schlaf in den Uhren                                                                   |                            |
| J.R.R. Tolkien                    | Der Untergang von Numenor und andere Geschichten aus dem Zweiten Zeitalter von Mittelerde |                            |
| Serena Valentino                  | Disney – Villains 9: Niemals Nimmerland                                                   |                            |
| Martin Walker                     | Tête-à-Tête                                                                               |                            |
| Jan Weiler                        | Der Markisenmann                                                                          |                            |
| Don Winslow                       | City on Fire                                                                              |                            |
| Tracy Wolff                       | Covet                                                                                     |                            |
| Tracy Wolff                       | Crush                                                                                     | 1                          |
| Marah Woolf                       | Krone aus Asche                                                                           |                            |
| Hanya Yanagihara                  | Zum Paradies                                                                              |                            |
| Juli Zeh                          | Über Menschen                                                                             |                            |